# Anna Hvoslef

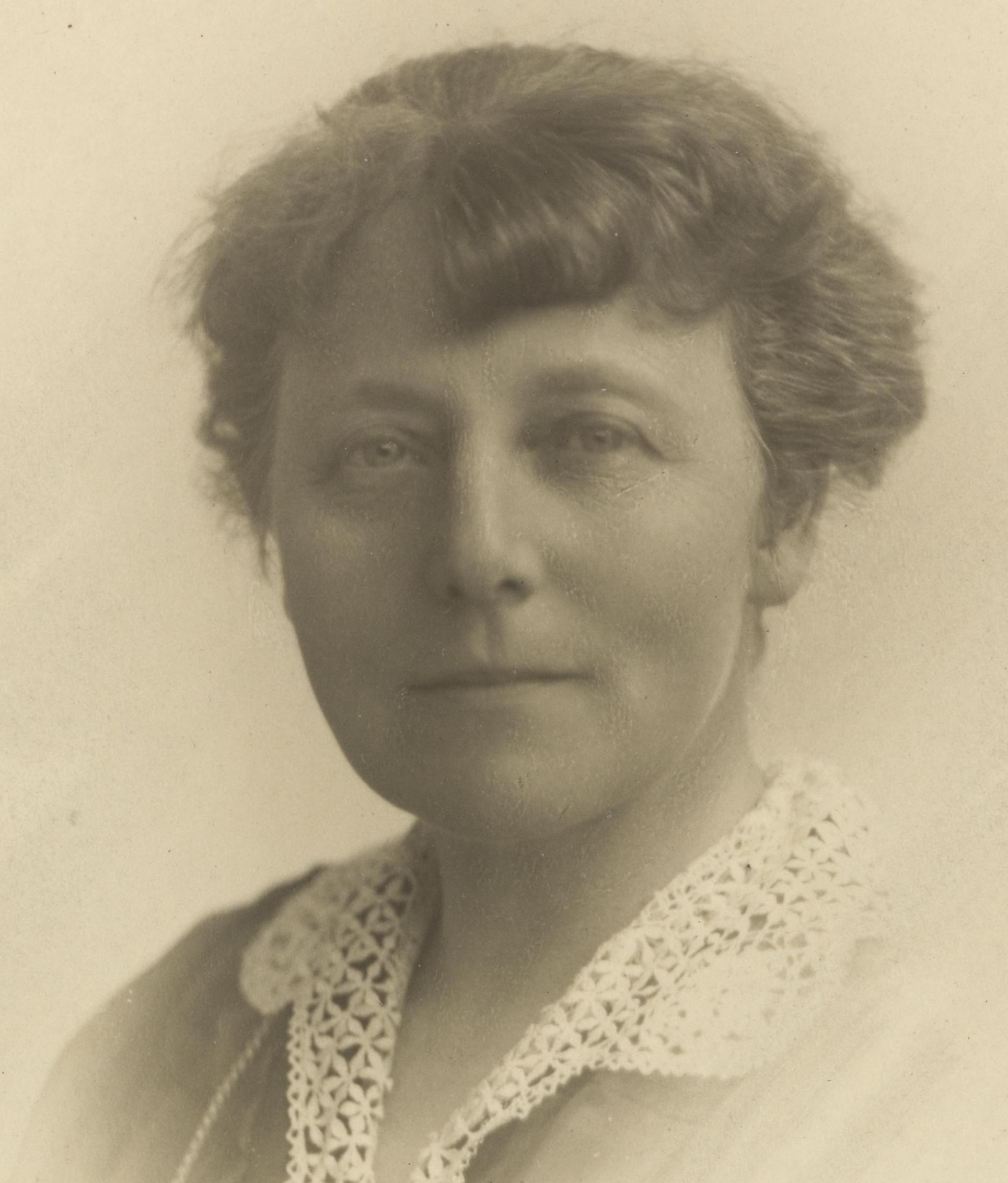
Anna Hvoslef

Anna Hvoslef (* 5. Oktober 1866 in Larvik; † 11. März 1954 in Oslo) war eine norwegische Journalistin und Frauenrechtlerin.

## Beruf
Sie war eine der ersten Journalistinnen Norwegens und die erste bei der größten Zeitung des Landes, der konservative Zeitung Aftenposten, wo sie von 1897 bis 1935 arbeitete. Sie veröffentlichte auch Reiseberichte von ihren Reisen in Europa und Amerika. Hvoslef war in einer Reihe von Presseorganisationen aktiv und das erste weibliche Mitglied der Konservativen Pressevereinigung, die mit der Konservativen Partei assoziiert war. Sie war die einzige weibliche Delegierte der Nordischen Pressekonferenz in Kopenhagen 1902.

## Frauenrechte
Hvoslef war seit 1902 Vorstandsmitglied der Norsk Kvinnesaksforening und von 1930 bis 1935 deren Präsidentin. Sie war Vorsitzende des Frauenrates von Kristiania 1904–1907. Sie spielte in den ersten Jahren des 20. Jahrhunderts eine aktive Rolle im Kampf um das Frauenwahlrecht.

## Familie
Anna Hvoslef war die Tochter des Juristen und Gouverneurs (Stiftamtmand) von Christiansand Stiftamt (d. h. Sørlandet) Johan Christian Georg Hvoslef.